# Psorospermum molluscum
Psorospermum molluscum är en johannesörtsväxtart som först beskrevs av Christiaan Hendrik Persoon, och fick sitt nu gällande namn av Bénédict Pierre Georges Hochreutiner. Psorospermum molluscum ingår i släktet Psorospermum och familjen johannesörtsväxter. Inga underarter finns listade i Catalogue of Life.